# Pacto Hoare-Laval
El Pacto Hoare-Laval fue un acuerdo secreto suscrito en diciembre de  1935 a propuesta del ministro de Asuntos Exteriores británico Samuel Hoare y del primer ministro francés Pierre Laval para acabar con la segunda guerra ítalo-etíope. Italia intentaba apoderarse de Abisinia (Etiopía), por entonces una nación independiente, incluirla en el Imperio italiano y vengar la humillante derrota de 1896 en la batalla de Adua. El pacto ofrecía a los italianos la partición de Abisinia y la transformación de lo que quedase de esta en colonia italiana, como deseaba el dictador italiano Benito Mussolini.
La propuesta causó un gran escándalo cuando se hizo pública y nunca llegó a ponerse en práctica. Como consecuencia de la indignación de la opinión pública, Hoare hubo de dimitir.

## Antecedentes
En 1935 estalló la segunda guerra ítalo-etíope con la invasión italiana el país africano. En el Reino Unido, gran parte de la opinión pública y de los partidos de oposición respaldaron la imposición de sanciones a la Italia fascista por parte de la Sociedad de Naciones, posición que también adoptaron los dominios. El Gobierno tenía la esperanza de que, si se imponían severas sanciones a Italia, estas disuadirían a la Alemania nazi de acometer acciones similares; el partido en el poder ganó las elecciones generales de noviembre con un programa favorable a la Sociedad de Naciones.
El 8 de diciembre de 1935, el ministro de Asuntos Exteriores británico Samuel Hoare trató con su colega francés, Pierre Laval, los medios para acabar con la guerra en Etiopía. El 9 de diciembre, los diarios británicos revelaron detalles del acuerdo entre los dos ministros para entregar gran parte de Etiopía a Italia a cambio de poner fin al conflicto. El gabinete británico no había aprobado el borrador del plan, pero decidió apoyarlo para no incomodar a Hoare.

## Reacción

### Reino Unido
El pacto originó una gran indignación moral en el Reino Unido. El 10 de diciembre, el opositor partido laborista afirmó que, si lo que publicaba la prensa sobre el pacto era cierto, el gobierno había abandonado la posición favorable a la Sociedad de Naciones con la que acababa de ganar las elecciones de 1935.
Los conservadores dominaban el Gobierno y desdeñaban la opinión de la izquierda. Sí les preocuparon, por el contrario, las críticas de la derecha. En un editorial del 16 de diciembre titulado «Un Pasillo para Camellos», The Times denunció el pacto y afirmó que no había la menor posibilidad de que «la opinión pública lo defendiese ante la Sociedad como base justa y cabal de negociaciones». El arzobispo de Canterbury, Cosmo Lang, condenó el pacto en una carta que publicó en The Times, y muchos otros obispos escribieron directamente a Stanley Baldwin para expresar su rechazo al acuerdo.
Duff Cooper, secretario de Estado de Guerra, más tarde escribió:

Pero antes del Duce pudiese pronunciarse, se entendió una ola de indignación entre el pueblo británico. En mi carrera política nunca he presenciado una reacción de la opinión pública tan devastadora. Incluso los tranquilos electores de la circunscripción de St. George estaban hondamente conmovidos. Los sacos de correo estaban llenos de cartas; las que yo recibí no las escribían ignorantes o sensibleros, sino ciudadanos responsables que habían sopesado detenidamente el asunto.

El coordinador (chief whip) de los diputados conservadores le confesó a Baldwin: «Nuestros hombres no lo respaldarán». Sir Austen Chamberlain, en un discurso al Comité de Asuntos Exteriores Conservador, condenó el pacto y afirmó: «Los caballeros no se comportan así». Harold Nicolson más tarde escribió que pasó varias noches sin dormir pensando si no debía dimitir.

### Francia
Cuando la Cámara Baja trató sobre el pacto el 27 y 28 de diciembre, el Frente popular lo condenó. Léon Blum le espetó a Laval: «Ha tratado de jugar a dos bandas. Ha contradicho sus palabras con los hechos y viceversa. Lo ha corrompido todo con sus argucias, sus intrigas y maquinaciones. No es consciente de los grandes principios morales: ha reducido todo al nivel de sus métodos deleznables». Yvon Delbos declaró: «Su plan está acabado. De su fracaso, que no puede ser mayor, podría usted haber sacado una conclusión personal, si bien no lo ha hecho. De él sacamos dos lecciones. La primera es que estaba usted en un atolladero porque ha disgustado a todos sin satisfacer por ello a Italia. La segunda es que debemos retomar el espíritu de la carta [de la Sociedad de Naciones] manteniendo el acuerdo de las naciones reunidas en Ginebra». Paul Reynaud atacó al gobierno por ayudar a Hitler al desbaratar la alianza anglofrancesa. 
La posterior moción de censura, empero, fracasó: el Gobierno obtuvo una mayoría de 296 votos frente a 276; 37 radicales votaron a favor del Gobierno.

## Resultado
El gobierno británico retiró el plan, y Hoare dimitió. A principios de 1936, Italia emprendió un nuevo avance, mayor, utilizando gas venenoso, y entró en Adís Abeba el 5 de mayo de 1936, lo que marcó el fin de la guerra.

## Historiografía
A. J. P. Taylor afirmó que fue el acontecimiento que «arruinó a la Sociedad [de Naciones]», que el pacto «era un plan sensato, coherente con los actos anteriores de conciliación de la Sociedad, de Corfú a Manchuria» y que habría «acabado con la guerra, satisfecho a Italia y dejado a Abisinia con un territorio más fácil de administrar», pero que la «sensatez del plan fue, en las circunstancias del momento, su defecto principal».
El historiador militar Correlli Barnett ha afirmado que, al enemistarse el Reino Unido con Italia, esta podía hacer peligrar la principal vía de comunicación con el resto del imperio británico en un momento en el que existían amenazas en los extremos de esta (Alemania y Japón) y que una contienda en la que Italia luchase junto a Alemania o Japón obligaría al Reino Unido a dar por perdido el Mediterráneo, una situación inaudita desde 1798. Por tanto, considera que provocar a Italia fue una insensatez dada la debilidad militar y naval británica y que, en consecuencia, el pacto era una alternativa sensata.